# 懷奧拉 (阿肯色州)
懷奧拉（英語：Wyola）是位於美國阿肯色州華盛頓縣的一個非建制地區。該地的面積和人口皆未知。

## 地理
懷奧拉的座標為35°52′44″N 94°02′50″W / 35.87889°N 94.04722°W，而該地的平均海拔高度為450米（即1480英尺）。